# Playoffs NBA 1983
Los Playoffs de la NBA de 1983 fueron el torneo final de la temporada 1982-83 de la NBA. Concluyó con la victoria de Philadelphia 76ers, campeón de la Conferencia Este, sobre Los Angeles Lakers, campeón de la Conferencia Oeste, por 4-0.
Este playoff fue el último que se disputó con el formato de 12 equipos, antes de que la NBA expandiese a 16 equipos las series de playoffs la siguiente temporada.
Moses Malone, de los 76ers, fue nombrado MVP de las Finales. Antes de comenzar las series dijo que los Sixers ganarían el campeonato sin perder ningún partido y no andaba muy desacertado ya que solo perdieron uno, de los 13 partidos que disputaron, ante Milwaukee Bucks en las Finales de la Conferencia Este. Los Sixers establacieron el récord del mejor porcentaje de victorias en un playoff, que sería superado en los playoffs de 2001 cuando los Lakers consiguiesen un balance de 15-1 en las series.
Esta era la tercera vez en cuatro años en la que los Lakers se veían las caras con los 76ers en las Finales de la NBA, con victoria de los angelinos en las dos ocasiones anteriores.
Después de perder los playoffs el año anterior, Portland Trail Blazers comenzaron a enlazar 21 apariciones consecutivas en los playoffs desde 1983 hasta 2003.

## Tabla
|  | Primera ronda     | Primera ronda | Primera ronda |   |  | Semifinales de Conferencia | Semifinales de Conferencia | Semifinales de Conferencia |  |  | Finales de Conferencia | Finales de Conferencia | Finales de Conferencia |  |  | Finales NBA | Finales NBA   | Finales NBA |
|  |                   |               |               |   |  |                            |                            |                            |  |  |                        |                        |                        |  |  |             |               |             |
|  | E4                | New Jersey    | 0             |   |  | E1                         | Philadelphia*              | 4                          |  |  |                        |                        |                        |  |  |             |               |             |
|  | E4                | New Jersey    | 0             |   |  | E1                         | Philadelphia*              | 4                          |  |  |                        |                        |                        |  |  |             |               |             |
|  | E5                | New York      | 2             |   |  | E5                         | New York                   | 0                          |  |  |                        |                        |                        |  |  |             |               |             |
|  | E5                | New York      | 2             |   |  | E5                         | New York                   | 0                          |  |  |                        |                        |                        |  |  |             |               |             |
|  |                   |               |               |   |  |                            |                            |                            |  |  | E1                     | Philadelphia*          | 4                      |  |  |             |               |             |
|  | Conferencia Este  |               |               |   |  |                            |                            |                            |  |  | E1                     | Philadelphia*          | 4                      |  |  |             |               |             |
|  |                   | E2            | Milwaukee*    | 1 |  |                            |                            |                            |  |  |                        |                        |                        |  |  |             |               |             |
|  |                   |               |               |   |  |                            |                            |                            |  |  |                        |                        |                        |  |  |             |               |             |
|  | E3                | Boston        | 2             |   |  | E3                         | Boston                     | 0                          |  |  |                        |                        |                        |  |  |             |               |             |
|  | E3                | Boston        | 2             |   |  | E3                         | Boston                     | 0                          |  |  |                        |                        |                        |  |  |             |               |             |
|  | E6                | Atlanta       | 1             |   |  | E2                         | Milwaukee*                 | 4                          |  |  |                        |                        |                        |  |  |             |               |             |
|  | E6                | Atlanta       | 1             |   |  | E2                         | Milwaukee*                 | 4                          |  |  |                        |                        |                        |  |  |             |               |             |
|  |                   |               |               |   |  |                            |                            |                            |  |  |                        |                        |                        |  |  | E1          | Philadelphia* | 4           |
|  |                   |               |               |   |  |                            |                            |                            |  |  |                        |                        |                        |  |  | E1          | Philadelphia* | 4           |
|  |                   | W1            | Los Angeles*  | 0 |  |                            |                            |                            |  |  |                        |                        |                        |  |  |             |               |             |
|  |                   |               |               |   |  |                            |                            |                            |  |  |                        |                        |                        |  |  |             |               |             |
|  | W4                | Seattle       | 0             |   |  | W1                         | Los Angeles*               | 4                          |  |  |                        |                        |                        |  |  |             |               |             |
|  | W4                | Seattle       | 0             |   |  | W1                         | Los Angeles*               | 4                          |  |  |                        |                        |                        |  |  |             |               |             |
|  | W5                | Portland      | 2             |   |  | W5                         | Portland                   | 1                          |  |  |                        |                        |                        |  |  |             |               |             |
|  | W5                | Portland      | 2             |   |  | W5                         | Portland                   | 1                          |  |  |                        |                        |                        |  |  |             |               |             |
|  |                   |               |               |   |  |                            |                            |                            |  |  | W1                     | Los Angeles*           | 4                      |  |  |             |               |             |
|  | Conferencia Oeste |               |               |   |  |                            |                            |                            |  |  | W1                     | Los Angeles*           | 4                      |  |  |             |               |             |
|  |                   | W2            | San Antonio*  | 2 |  |                            |                            |                            |  |  |                        |                        |                        |  |  |             |               |             |
|  |                   |               |               |   |  |                            |                            |                            |  |  |                        |                        |                        |  |  |             |               |             |
|  | W3                | Phoenix       | 1             |   |  | W6                         | Denver                     | 1                          |  |  |                        |                        |                        |  |  |             |               |             |
|  | W3                | Phoenix       | 1             |   |  | W6                         | Denver                     | 1                          |  |  |                        |                        |                        |  |  |             |               |             |
|  | W6                | Denver        | 2             |   |  | W2                         | San Antonio*               | 4                          |  |  |                        |                        |                        |  |  |             |               |             |
|  | W6                | Denver        | 2             |   |  | W2                         | San Antonio*               | 4                          |  |  |                        |                        |                        |  |  |             |               |             |

## Conferencia Oeste

### Primera ronda
(1) Los Angeles Lakers y (2) San Antonio Spurs exentos en primera ronda.
(3) Phoenix Suns vs. (6) Denver Nuggets

Nuggets gana las series 2-1
- Partido 1 @ Phoenix: Phoenix 121, Denver 108
- Partido 2 @ Denver: Denver 113, Phoenix 99
- Partido 3 @ Phoenix: Denver 117, Phoenix 112 (PR)

(4) Seattle Supersonics vs. (5) Portland Trail Blazers

Blazers gana las series 2-0
- Partido 1 @ Seattle: Portland 108, Seattle 97
- Partido 2 @ Portland: Portland 105, Seattle 96

### Semifinales de conferencia
(1) Los Angeles Lakers vs. (5) Portland Trail Blazers

Lakers gana las series 4-1
- Partido 1 @ Los Ángeles: Los Angeles 118, Portland 97
- Partido 2 @ Los Ángeles: Los Angeles 112, Portland 106
- Partido 3 @ Portland: Los Angeles 115, Portland 109 (PR)
- Partido 4 @ Portland: Portland 108, Los Ángeles 95
- Partido 5 @ Los Ángeles: Los Angeles 116, Portland 108

(2) San Antonio Spurs vs. (6) Denver Nuggets

Spurs gana las series 4-1
- Partido 1 @ San Antonio: San Antonio 152, Denver 133
- Partido 2 @ San Antonio: San Antonio 126, Denver 109
- Partido 3 @ Denver: San Antonio 127, Denver 126 (PR)
- Partido 4 @ Denver: Denver 124, San Antonio 114
- Partido 5 @ San Antonio: San Antonio 145, Denver 105

### Finales de conferencia
(1) Los Angeles Lakers vs. (2) San Antonio Spurs

Lakers gana las series 4-2
- Partido 1 @ Los Ángeles: Los Angeles 119, San Antonio 107
- Partido 2 @ Los Ángeles: San Antonio 122, Los Ángeles 113
- Partido 3 @ San Antonio: Los Angeles 113, San Antonio 100
- Partido 4 @ San Antonio: Los Angeles 129, San Antonio 121
- Partido 5 @ Los Ángeles: San Antonio 117, Los Ángeles 112
- Partido 6 @ San Antonio: Los Angeles 101, San Antonio 100

## Conferencia Este

### Primera ronda
(1) Philadelphia 76ers y (2) Milwaukee Bucks exentos en la primera ronda.
(3) Boston Celtics vs. (6) Atlanta Hawks

Celtics gana las series 2-1
- Partido 1 @ Boston: Boston 103, Atlanta 95
- Partido 2 @ Atlanta: Atlanta 95, Boston 93
- Partido 3 @ Boston: Boston 98, Atlanta 79

(4) New Jersey Nets vs. (5) New York Knicks

Knicks gana las series 2-0
- Partido 1 @ New Jersey: New York 118, New Jersey 107
- Partido 2 @ New York: New York 105, New Jersey 99

### Semifinales de conferencia
(1) Philadelphia 76ers vs. (5) New York Knicks

76ers gana las series 4-0
- Partido 1 @ Philadelphia: Philadelphia 112, New York 102
- Partido  2 @ Philadelphia: Philadelphia 98, New York 91
- Partido 3 @ New York: Philadelphia 107, New York 105
- Partido 4 @ New York: Philadelphia 105, New York 102

(2) Milwaukee Bucks vs. (3) Boston Celtics

Bucks gana las series 4-0
- Partido 1 @ Boston: Milwaukee 116, Boston 95
- Partido 2 @ Boston: Milwaukee 95, Boston 91
- Partido 3 @ Milwaukee: Milwaukee 107, Boston 99
- Partido 4 @ Milwaukee: Milwaukee 107, Boston 93

### Finales de conferencia
(1) Philadelphia 76ers vs. (2) Milwaukee Bucks

76ers gana las series 4-1
- Partido 1 @ Philadelphia: Philadelphia 111, Milwaukee 109 (PR)
- Partido 2 @ Philadelphia: Philadelphia 87, Milwaukee 81
- Partido 3 @ Milwaukee: Philadelphia 104, Milwaukee 96
- Partido 4 @ Milwaukee: Milwaukee 100, Philadelphia 94
- Partido 5 @ Philadelphia: Philadelphia 115, Milwaukee 103

## Finales de la NBA
(E1) Philadelphia 76ers vs. (O1) Los Angeles Lakers

76ers gana las series 4-0
- Partido 1 @ Philadelphia: Philadelphia 113, Los Ángeles 107
- Partido 2 @ Philadelphia: Philadelphia 103, Los Ángeles 93
- Partido 3 @ Los Ángeles: Philadelphia 111, Los Ángeles 94
- Partido 4 @ Los Ángeles: Philadelphia 115, Los Ángeles 108